# 鈴木優 (野球)
鈴木 優（すずき ゆう、1997年2月5日 - ）は、東京都目黒区出身（一部では幼少期に過ごした愛知県出身と記載）の元プロ野球選手（投手）、YouTuber。右投右打。

## 経歴

### プロ入り前
幼少期は愛知県名古屋市に住んでおり、名古屋市立香流小学校の3年時にソフトボールを始めた。当時は近くに野球チームがなく、ほかにも様々なスポーツを習っていた。その後転校し、目黒区立不動小学校の4年時に「不動パイレーツ」で野球を始めた。当時は、遊撃手と投手を兼ねていた。6年時の最後には目黒区の最優秀選手賞として、同区の名誉区民である王貞治からトロフィーを受け取ったことがある。また、小学生時代は読売ジャイアンツジュニアを受験し、一次は通るも二次で落選していた。目黒区立第四中学校在学中は、校内の軟式野球部で投手、軟式クラブチームの「目黒バックス」で捕手としてプレー。中学時代は硬式野球をするか軟式野球をするかで迷っていたが、レギュラーとして試合に出やすいという考えから軟式チームを選んだ。
中学卒業後に、東京都立雪谷高等学校へ進学した。中学時代に捕手を務めた経験から、高校では投手に挑戦したいと考えていたものの、私立高校からは捕手として誘いを受けていた中で、雪谷高校では投手として考えてもらえたことから雪谷高校を選んだ。中学時代にある程度勉強ができていたことからスポーツ推薦ではなく一般推薦で入学した。スポーツ推薦の枠を自分が使わずに残すことで、自分の代が少しでも強くなるのではという考えだった。雪谷高校では、1年時夏の全国高等学校野球選手権東東京大会からベンチへ入ると、秋にエースの座を確保。2年時夏の第95回全国高等学校野球選手権東東京大会では、初戦（2回戦）から3試合連続完封勝利（いずれも7回コールドゲーム）を記録したが、5回戦で二松學舍大学附属高等学校にサヨナラ負けを喫した。3年時夏の第96回全国高等学校野球選手権東東京大会では準々決勝に進出。9回を投げて6個の三振を奪いながら、9被安打5失点で関東第一高等学校に敗れたものの、「都立の星」として注目を集めた。
2014年のNPBドラフト会議で、オリックス・バファローズから9巡目指名され、契約金1000万円、年俸480万円（金額は推定）という条件で入団した。背番号は68。雪谷高校の出身者としては初めてのプロ野球選手で、高校側は対応に戸惑い、ドラフト当日が定期試験期間ということもあって、ドラフト指名された場合の会見の場を高校内に設置できないこととなった。更には定期試験期間であることから鈴木が同級生と居合わせることも禁止され、そのため、鈴木は実家で、地元の友人たちと指名を待つという特殊なものになった。NPB11球団とメジャーリーグ数球団から調査書が届いたといい、もしもNPB球団から指名を受けられなければアメリカに渡ろうと考えていたという。

### オリックス時代
2015年、ウエスタン・リーグ公式戦30試合に登板。7月のフレッシュオールスターゲーム（倉敷マスカットスタジアム）では、同リーグ選抜のメンバーに入っていたが、天候不良で史上初めて中止された。レギュラーシーズン終盤の9月30日に、プロ入り後初の出場選手登録を経て、対埼玉西武ライオンズ戦（京セラドーム大阪）の9回表に一軍公式戦へデビュー。
2016年には、5月22日の出場選手登録を経て、24日の対福岡ソフトバンクホークス戦（ヤフオク!ドーム）から4回裏二死満塁からシーズン唯一の一軍公式戦登板。12点差を付けられた局面からの登板したが、1回1/3を投げて6失点を喫し、チームも6-22で大敗した。5月25日に登録を抹消された。ウエスタン・リーグでは19試合に登板。前年に挙げられなかった初勝利を記録したことを皮切りに、4勝5敗、防御率6.52という成績を残した。
2017年、5月20日に出場選手登録を果たしながら、わずか2日で登録を抹消。結局、一軍公式戦での登板機会はなかった。ウエスタン・リーグ公式戦には、31試合の登板で1勝0敗2セーブ、防御率2.43を記録。シーズン終了後に台湾で開かれたアジアウインターベースボールリーグでは、NPBウエスタン選抜の一員として、救援で8試合に登板した。
2018年、春季キャンプを初めて一軍で迎えたが、一軍公式戦の登板および、出場選手登録の機会もなかった。ウエスタン・リーグ公式戦では、33試合の登板で防御率2.14を記録した。
2019年、7月10日に2シーズンぶりの出場選手登録を果たすと、同日の対東北楽天ゴールデンイーグルス15回戦（楽天生命パーク宮城）で一軍公式戦に初先発。2回を1失点に抑えたが、一軍公式戦での登板はこの1試合だけにとどまった。ウエスタン・リーグ公式戦では、22試合の登板で6勝3敗、防御率2.81を記録。シーズン終了後には、チームからT-岡田や漆原大晟と共にプエルトリコ・ウィンターリーグのアテニエンセス・デ・マナティに派遣された。リーグ戦では6試合の登板で、1勝4敗、防御率6.75という成績にとどまったが、意識の面で大きな収穫を得た（詳細後述）。
2020年、春季キャンプを二軍でスタート。キャンプ終了後も、実戦登板の機会が不可抗力でことごとく消滅した。さらに、レギュラーシーズンの開幕直前（6月2日）に福岡ソフトバンクホークスとの練習試合で松田宣浩への危険球（頭部死球）によって退場処分を受けたことも重なって、シーズン初の出場選手登録は開幕の1週間後（6月26日）にまで持ち越された。同日の対千葉ロッテマリーンズ戦（ZOZOマリンスタジアム）で、先発の山岡泰輔が左脇腹痛によって1回裏に3球を投げただけで降板したことを受けて、2番打者・角中勝也の打席の途中から急遽登板。3回を投げて2点を失いながらも、プロ初ホールドを記録した。チームがこのカードでNPB史上初の同一カード6連敗を喫するなど、開幕10試合を経過した時点でわずか1勝と低迷していたことを背景に、11試合目に当たる7月1日の対埼玉西武ライオンズ戦（メットライフドーム）で先発に抜擢。西武打線を無安打（2与四球）無失点に抑えながら、4回表に右腕の痙攣を訴えた。そのため、5回裏を投げ切ったところで無安打のまま降板したものの、一軍公式戦での初勝利を挙げた。東京都立の高校からNPBの球団へ直接入団した投手が、一軍の公式戦で勝利投手になった事例は初めてである。以降、2勝目を挙げることはできず、中嶋聡監督代行の意向で救援の適性を見るため、ブルペンへ配置転換された。11月6日の北海道日本ハムファイターズとの本拠地（京セラドーム大阪）での最終戦では9回の1点差の場面で登板し、この試合が引退試合の山崎勝己とバッテリーを組む。二塁打を打たれながらも無失点で抑え、初セーブを記録。新人の宮城大弥の初勝利も懸かっていたため、鈴木は「これまでの人生で一番緊張した」と語っている。
2021年、春季キャンプを一軍でスタートすると、オープン戦で救援として好投を見せ、そのままプロ入り初の開幕一軍入りを果たす。救援投手として起用されたが、4月7日の対千葉ロッテマリーンズ戦では3本塁打を打たれ、死球も2つ与える投球で1回1/3を5失点、5月1日の対福岡ソフトバンクホークス戦では1回4失点を喫するといった大崩れする投球が2度あり、同月4日に登録を抹消。以降、一軍再昇格できず、二軍では25試合に登板し、0勝1敗、防御率3.19の成績だった。10月5日、球団より戦力外通告を受けた。12球団合同トライアウトには参加しなかった。

### 巨人時代
2021年12月10日、読売ジャイアンツと育成契約を結んだ。背番号は068、推定年俸は500万円となった。
2022年の春季キャンプでは途中から一軍キャンプに合流し、練習試合で一軍の試合への登板を経験するものの、開幕前までに支配下登録を結ぶことはなかった。移籍後初の公式戦登板は6月11日、イースタン・リーグの対北海道日本ハムファイターズ戦までずれ込んだ。この試合では9回からの1イニングを三者凡退で片付けている。その後、二軍公式戦への登板は計5試合にとどまり、防御率4.50の成績に終わる。三軍戦には18試合に登板し、防御率2.66で6セーブを挙げた。
2022年10月3日、翌年の契約を結ばないことが球団より発表され、11月4日に開設したYouTubeチャンネルにて引退表明した。

### 現役引退後
引退後は開設したYouTubeチャンネルなどで活動する。2023年にはパシフィックリーグマーケティングと契約を結んだ。同年春からはアメリカ合衆国に渡り、野球を多角的に学ぶ。

## 選手としての特徴・人物
最速152km/hの直球に、変化球の持ち球はカーブ、スライダー、スプリット、ツーシームなど。50メートル走のタイムは6秒0、遠投は115メートル。
オリックスでは入団1年目に一軍公式戦へのデビューを果たしたものの、実力不足を痛感したことから、トレーニングや練習の目標を1年単位で決めながら実力を付けた。1年目の秋季練習では、投球時に軸足（右足）の膝が折れる癖を克服すべく、藤川球児が大きく飛躍するきっかけになった練習方法（軸足の膝をテープで固定しながらの投球練習）を首脳陣の勧めで実践。その結果、140km/h台中盤だったストレートの球速が常時150km/h台を計測するようになったほか、制球力も向上した。2年目以降は球種も増やしていたものの、5年目（2019年）までは一軍公式戦へ通算3試合に登板しただけで、いずれも失点を許していた。本人曰く「マウンドで考え過ぎていた」とのことで、5年目のシーズン終了後にプエルトリコのウインターリーグへ参加したことを機に、「（従来の）ルーティンを全部捨てた」と後に述懐するほど野球への意識が変化。「結果や周囲の目を考えずに勝負を楽しむ」との意識と、本来の目的であったカットボールの投げ方を身に付けた。
愛称は「U-鈴木」。
幼少期から大の巨人ファンであり、巨人でチームメイトとなる伊藤優輔とは高校時代から仲が良かったという。
現役引退後に第一子が誕生している。

## 詳細情報

### 年度別投手成績
| 年 度     | 球 団      | 登 板 | 先 発 | 完 投 | 完 封 | 無 四 球 | 勝 利 | 敗 戦 | セ 丨 ブ | ホ 丨 ル ド | 勝 率 | 打 者 | 投 球 回 | 被 安 打 | 被 本 塁 打 | 与 四 球 | 敬 遠 | 与 死 球 | 奪 三 振 | 暴 投 | ボ 丨 ク | 失 点 | 自 責 点 | 防 御 率 | W H I P |
| --------- | ---------- | ----- | ----- | ----- | ----- | -------- | ----- | ----- | -------- | ----------- | ----- | ----- | -------- | -------- | ----------- | -------- | ----- | -------- | -------- | ----- | -------- | ----- | -------- | -------- | ------- |
| 2015      | オリックス | 1     | 0     | 0     | 0     | 0        | 0     | 0     | 0        | 0           | ----  | 3     | 0.1      | 2        | 0           | 0        | 0     | 0        | 0        | 0     | 0        | 2     | 2        | 54.00    | 6.00    |
| 2016      | オリックス | 1     | 0     | 0     | 0     | 0        | 0     | 0     | 0        | 0           | ----  | 12    | 1.1      | 5        | 0           | 3        | 0     | 0        | 3        | 0     | 0        | 5     | 5        | 33.75    | 6.00    |
| 2019      | オリックス | 1     | 1     | 0     | 0     | 0        | 0     | 0     | 0        | 0           | ----  | 9     | 2.0      | 1        | 0           | 3        | 0     | 0        | 2        | 0     | 0        | 1     | 1        | 4.50     | 2.00    |
| 2020      | オリックス | 13    | 6     | 0     | 0     | 0        | 1     | 3     | 1        | 2           | .250  | 173   | 38.2     | 30       | 6           | 29       | 0     | 1        | 41       | 1     | 0        | 29    | 28       | 6.52     | 1.53    |
| 2021      | オリックス | 11    | 0     | 0     | 0     | 0        | 0     | 0     | 0        | 0           | .000  | 45    | 10.0     | 9        | 4           | 5        | 0     | 2        | 11       | 1     | 0        | 10    | 10       | 9.00     | 1.40    |
| 通算：5年 | 通算：5年  | 27    | 7     | 0     | 0     | 0        | 1     | 3     | 1        | 2           | .250  | 242   | 52.1     | 47       | 10          | 40       | 0     | 2        | 56       | 2     | 0        | 47    | 46       | 7.91     | 1.66    |

- 2022年度シーズン終了時

### 年度別守備成績
| 年 度 | 球 団      | 投手  | 投手  | 投手  | 投手  | 投手  | 投手     |
| 年 度 | 球 団      | 試 合 | 刺 殺 | 補 殺 | 失 策 | 併 殺 | 守 備 率 |
| ----- | ---------- | ----- | ----- | ----- | ----- | ----- | -------- |
| 2015  | オリックス | 1     | 0     | 0     | 0     | 0     | ----     |
| 2016  | オリックス | 1     | 0     | 0     | 0     | 0     | ----     |
| 2019  | オリックス | 1     | 0     | 0     | 0     | 0     | ----     |
| 2020  | オリックス | 13    | 0     | 6     | 0     | 0     | 1.000    |
| 2021  | オリックス | 11    | 2     | 1     | 0     | 0     | 1.000    |
| 通算  | 通算       | 27    | 2     | 7     | 0     | 0     | 1.000    |

- 2022年度シーズン終了時

### 記録
初記録
- 初登板：2015年9月30日、対埼玉西武ライオンズ24回戦（京セラドーム大阪）、9回表に6番手で救援登板、1/3回2失点
- 初奪三振：2016年5月24日、対福岡ソフトバンクホークス7回戦（福岡ヤフオク!ドーム）、4回裏に松田宣浩から見逃し三振
- 初先発登板：2019年7月10日、対東北楽天ゴールデンイーグルス15回戦（楽天生命パーク宮城）、2回1失点で勝敗つかず
- 初ホールド：2020年6月26日、対千葉ロッテマリーンズ4回戦（ZOZOマリンスタジアム）、1回裏一死に2番手で救援登板、3回2失点
- 初勝利：2020年7月1日、対埼玉西武ライオンズ2回戦（メットライフドーム）、5回無失点
- 初セーブ：2020年11月6日、対北海道日本ハムファイターズ24回戦（京セラドーム大阪）、9回表に6番手で救援登板・完了、1回無失点

### 背番号
- 68（2015年 - 2021年）
- 068（2022年）

### 派遣歴
- プエルトリコ　ウインターリーグ2019 - アテニエンセス・デ・マナティ（スペイン語版）（2019年11月16日 - 12月21日）